# Saison 2024 de Super Rugby Aupiki
Ne doit pas être confondu avec Saison 2024 du Super Rugby Women's.
Navigation
2023 2025
La saison 2024 de Super Rugby Aupiki est la troisième édition de la compétition de provinces organisée par la fédération néo-zélandaise de rugby à XV. Elle doit débuter le 2 mars 2024 et la finale doit se jouer le 13 avril 2024.

## Format
La compétition débute par quatre semaine de pré-saison, durant lesquelles les équipes doivent disputer deux rencontres. Puis débute la compétition, une poule unique de quatre équipes qui s'affrontent en matchs aller-retour. Au terme des six journées, les deux équipes les mieux classées disputent la finale. La première journée de la saison se joue le 13 avril 2024, tandis que la finale est jouée le 13 avril suivant.

## Équipes en compétition
| Équipe          | Ville                             | Entraineur         | Stade                                                |
| --------------- | --------------------------------- | ------------------ | ---------------------------------------------------- |
| Blues           | Auckland                          | Willie Walker (en) | Bell Park                                            |
| Chiefs Manawa   | Hamilton                          | Crystal Kaua (en)  | FMG Stadium                                          |
| Hurricanes Poua | Wellington Palmerston North Levin | Ngatai Walker      | Wellington Regional Stadium CET Arena Levin Domain   |
| Matatū          | Christchurch Invercargill         | Whitney Hansen     | Rugby League Park Ngā Puna Wai Sports Hub Rugby Park |

## Classement et résultats

### Classement
| Rang | Club            | J | V | N | D | Bo | Bd | Pm  | Pe  | Diff | Pts |
| ---- | --------------- | - | - | - | - | -- | -- | --- | --- | ---- | --- |
| 1    | Blues           | 6 | 5 | 0 | 1 | 2  | 1  | 194 | 111 | +83  | 23  |
| 2    | Chiefs Manawa   | 6 | 4 | 0 | 2 | 3  | 1  | 190 | 130 | +60  | 20  |
| 3    | Matatū (T)      | 6 | 2 | 0 | 4 | 1  | 2  | 144 | 162 | -18  | 11  |
| 4    | Hurricanes Poua | 6 | 1 | 0 | 5 | 0  | 0  | 123 | 248 | -125 | 4   |

|  | Qualifiés pour la finale |

### Résultats

#### 1rejournée
| 2 mars 2024 | Chiefs Manawa bo                                                                                        | 46 - 24 (19 - 14) | Hurricanes Poua                                                                                            | FMG Stadium, Hamilton Arbitre : Ben Woolerton |
| 2 mars 2024 | Essai(s) : 6 Maaka, Simon, Tui, Connor (2), Paraone Transformation(s) : 4 Holmes Pénalité(s) : 1 Holmes | Rapport           | Essai(s) : 3 King, Sae, Edwards Transformation(s) : 3 Waterman (2), Takitimu-Cook Pénalité(s) : 1 Waterman | FMG Stadium, Hamilton Arbitre : Ben Woolerton |
| 2 mars 2024 | | Rapport           | | FMG Stadium, Hamilton Arbitre : Ben Woolerton |

| 2 mars 2024 | Matatū bd                                                                                     | 17 - 24 (0 - 7) | Blues                                                                     | Rugby Park Stadium, Invercargill Arbitre : Natarsha Ganley |
| 2 mars 2024 | Essai(s) : 3 Love, Palamo, Brooker Transformation(s) : 1 Kelly Carton(s) jaune(s) : 1 Mataele | Rapport         | Essai(s) : 4 Kolose (2), Cottrell, Lafaele Transformation(s) : 2 Cottrell | Rugby Park Stadium, Invercargill Arbitre : Natarsha Ganley |
| 2 mars 2024 |                                                                                               | Rapport         |                                                                           | Rugby Park Stadium, Invercargill Arbitre : Natarsha Ganley |

#### 2ejournée
| 9 mars 2024 | Blues bd                      | 10 - 17 (0 - 12) | Chiefs Manawa                                                     | Bell Park, Auckland Arbitre : Marcus Playle |
| 9 mars 2024 | Essai(s) : 2 Lafaele, Puckett |                  | Essai(s) : 3 Tui, Steinmetz, Kukutai Transformation(s) : 1 Holmes | Bell Park, Auckland Arbitre : Marcus Playle |
| 9 mars 2024 |                               |                  |                                                                   | Bell Park, Auckland Arbitre : Marcus Playle |

| 9 mars 2024 | Hurricanes Poua                                                                               | 36 - 29 (19 - 15) | Matatū bd                                                                                          | Sky Stadium, Wellington Arbitre : Will Johnston |
| 9 mars 2024 | Essai(s) : 6 Baker (2), Tagoai, Kautai, Hakiwai, Po'e-Tofaeono Transformation(s) : 3 Waterman |                   | Essai(s) : 4 Kelly, McGoverne, Olsen-Baker, Rule Transformation(s) : 3 Kelly Pénalité(s) : 1 Kelly | Sky Stadium, Wellington Arbitre : Will Johnston |
| 9 mars 2024 |                                                                                               |                   | | Sky Stadium, Wellington Arbitre : Will Johnston |

#### 3ejournée
| 16 mars 2024 | Blues bo | 52 - 5 (5 - 0) | Hurricanes Poua                                             | Bell Park, Auckland Arbitre : Angus Mabey (en) |
| 16 mars 2024 | Essai(s) : 8 Gago (40e), Lafaele (42e), Vahaakolo (48e, 53e, 75e), Williams-Guthrie (51e), Kolose (58e), Roos (67e) Transformation(s) : 6 Cottrell (42e, 48e, 53e, 58e, 67e, 75e) | Rapport        | Essai(s) : 1 Kautai (80e) Carton(s) jaune(s) : 1 Tofa (35e) | Bell Park, Auckland Arbitre : Angus Mabey (en) |
| 16 mars 2024 | | Rapport        |                                                             | Bell Park, Auckland Arbitre : Angus Mabey (en) |

| 16 mars 2024 | Chiefs Manawa bo | 38 - 22 (26 - 3) | Matatū | FMG Stadium, Hamilton |
| 16 mars 2024 | Essai(s) : 6 Kalounivale (19e), Edmonds (25e), Connor (34e, 40e, 57e), Murray (75e) Transformation(s) : 4 Holmes (19e, 25e, 34e, 57e) | Rapport          | Essai(s) : 3 Woodman (45e), Bremner (54e), Palamo (67e) Transformation(s) : 2 Kelly (45e, 54e) Pénalité(s) : 1 McGoverne (17e) | FMG Stadium, Hamilton |
| 16 mars 2024 | | Rapport          | | FMG Stadium, Hamilton |

#### 4ejournée
| 22 mars 2024 | Hurricanes Poua                                                                                              | 12 - 43 (5 - 12) | Chiefs Manawa bo | CET Arena, Palmerston North Arbitre : Taneike Uerata |
| 22 mars 2024 | Essai(s) : 2 Tagoai (13e), King (48e) Transformation(s) : 1 Waterman (48e) Carton(s) jaune(s) : 1 King (72e) | Rapport          | Essai(s) : 7 Saito (11e, 45e), Paul (40e+1), Semple (58e), Tui (64e), Edmonds (75e), Hohepa (80e) Transformation(s) : 4 Semple (11e, 45e), Bayler (64e, 80e) | CET Arena, Palmerston North Arbitre : Taneike Uerata |
| 22 mars 2024 | | Rapport          | | CET Arena, Palmerston North Arbitre : Taneike Uerata |

| 23 mars 2024 | Blues | 27 - 17 (8 - 5) | Matatū                                                                          | Eden Park, Auckland Arbitre : Tiana Anderson |
| 23 mars 2024 | Essai(s) : 4 Vahaakolo (20e), Cottrell (56e), Itunu (64e), Mekemeke-Vahai (80e) Transformation(s) : 2 Cottrell (56e, 80e) Pénalité(s) : 1 Cottrell (18e) Carton(s) jaune(s) : 1 Blackwell (34e) |                 | Essai(s) : 3 Ponsonby (14e, 47e), Hiini (51e) Transformation(s) : 1 Kelly (47e) | Eden Park, Auckland Arbitre : Tiana Anderson |
| 23 mars 2024 | |                 |                                                                                 | Eden Park, Auckland Arbitre : Tiana Anderson |

#### 5ejournée
| 29 mars 2024 | Matatū | 37 - 17 (22 - 0) | Hurricanes Poua | Apollo Projects Stadium, Christchurch Arbitre : Maggie Cogger-Orr |
| 29 mars 2024 | Essai(s) : 5 Kelly (12e), Brooker (18e), Ponsonby (28e, 40e), Jenkins (73e) Transformation(s) : 1 McGoverne (40e) | Rapport          | Essai(s) : 3 Sae (42e), Tagoai (64e), Sturmey (80e+3) Transformation(s) : 1 Waterman (42e) Carton(s) rouge(s) : 1 Baker (39e) | Apollo Projects Stadium, Christchurch Arbitre : Maggie Cogger-Orr |
| 29 mars 2024 | | Rapport          | | Apollo Projects Stadium, Christchurch Arbitre : Maggie Cogger-Orr |

| 30 mars 2024 | Chiefs Manawa | 26 - 40 (14 - 28) | Blues | FMG Stadium, Hamilton Arbitre : Tarsh Ganley |
| 30 mars 2024 | Essai(s) : 4 Tui (18e), Connor (38e), Murray (65e), Semple (75e) Transformation(s) : 3 Holmes (18e, 75e), Bayler (38e) Carton(s) jaune(s) : 1 Holmes (30e) | Rapport           | Essai(s) : 6 Itunu (11e), Gago (27e), de pénalité (30e), Brunt (32e), Roos (55e), Tuli-Fale (78e) Transformation(s) : 5 Cottrell (11e, 27e, 32e, 78e), de pénalité (30e) Carton(s) jaune(s) : 1 Brunt (48e) | FMG Stadium, Hamilton Arbitre : Tarsh Ganley |
| 30 mars 2024 | | Rapport           | | FMG Stadium, Hamilton Arbitre : Tarsh Ganley |

#### 6ejournée
| 6 avril 2024 | Hurricanes Poua bo | 29 - 41 (15 - 24) | Blues bo | Levin Domain, Levin Arbitre : Marcus Playle |
| 6 avril 2024 | Essai(s) : 4 Tagoai (27e), Hohaia (33e), Sae (70e), Kautai (80e+3) Transformation(s) : 3 King (33e, 70e, 80e+3) Pénalité(s) : 1 King (21e) | Rapport           | Essai(s) : 6 Itunu (3e), Demant (6e), Vahaakolo (8e, 49e), Gago (38e), Kolose (78e) Transformation(s) : 3 Cottrell (6e, 38e), Maliepo (50e) Carton(s) jaune(s) : 2 Blackwell (60e), Gago (67e) | Levin Domain, Levin Arbitre : Marcus Playle |
| 6 avril 2024 | | Rapport           | | Levin Domain, Levin Arbitre : Marcus Playle |

| 6 avril 2024 | Matatū bo | 22 - 20 (12 - 12) | Chiefs Manawa bd | Nga Puna Wai, Christchurch Arbitre : Fraser Hannon |
| 6 avril 2024 | Essai(s) : 4 Ponsonby (6e), Palamo (19e), du Plessis (66e), McGoverne (72e) Transformation(s) : 1 Kelly (19e) | Rapport           | Essai(s) : 3 M.Anderson (8e), Simon (32e), Holmes (47e) Transformation(s) : 1 Holmes (32e) Pénalité(s) : 1 Holmes (57e) | Nga Puna Wai, Christchurch Arbitre : Fraser Hannon |
| 6 avril 2024 | | Rapport           | | Nga Puna Wai, Christchurch Arbitre : Fraser Hannon |

### Finale
| 13 avril 2024 | Blues | 24 - 18 (5 - 8) | Chiefs Manawa                                                                                                 | Eden Park, Auckland Arbitre : Natarsha Ganley |
| 13 avril 2024 | Essai(s) : 4 Vahaakolo (35e, 73e), Awa (65e), Mikaele-Tu'u (78e) Transformation(s) : 2 Cottrell (73e, 78e) | Rapport         | Essai(s) : 2 Holmes (5e), Anderson (54e) Transformation(s) : 1 Holmes (54e) Pénalité(s) : 2 Holmes (33e, 60e) | Eden Park, Auckland Arbitre : Natarsha Ganley |
| 13 avril 2024 | | Rapport         | | Eden Park, Auckland Arbitre : Natarsha Ganley |

| Blues Titulaires Patricia Maliepo 15 Katelyn Vahaakolo 14 Daynah Nankivell 13 Ruahei Demant 12 Jaymie Kolose 11 Krysten Cottrell (en) 10 Melanie Puckett 9 Liana Mikaele-Tu'u 8 Niall Williams-Guthrie 7 Maiakawanakaulani Roos 6 Maama Vaipulu 5 Eloise Blackwell 4 Aldora Itunu 3 Grace Gago 2 Chryss Viliko 1 Remplaçants Nijiho Nagata 16 Maddi Robinson 17 Cheyenne Tuli-Fale 18 Charmaine McMenamin 19 Elizabith Moimoi 20 Kahlia Awa 21 Kerri Johnson 22 Renee Woodman-Wickliffe 23 Entraîneur Willie Walker (en) |  |  |  | Chiefs Manawa Titulaires 15 Renee Holmes 14 Ruby Tui 13 Mererangi Paul 12 Grace Steinmetz 11 Reese Anderson 10 Hazel Tubic 9 Arihiana Marino-Tauhinu 8 Chyna Hohepa (en) 7 Kennedy Simon 6 Mia Anderson 5 Chelsea Bremner 4 Charmaine Smith 3 Tanya Kalounivale 2 Luka Connor 1 Kate Henwood Remplaçants 16 Vici-Rose Green 17 Krystal Murray 18 Bitila Tawake (en) 19 Grace Kukutai 20 Victoria Edmonds 21 Ariana Bayler 22 Chelsea Semple 23 Azalleyah Maaka Entraîneur Crystal Kaua (en) |

## Effectifs
| Entraîneur | Willie Walker (en) |
| Avants     | Eloise Blackwell • Dajian Brown • Rebecca Burch • Esther Faiaoga-Tilo • Sophie Fisher • Grace Gago • Aldora Itunu • Tafito Lafaele • Paris Mataroa • Charmaine McMenamin • Liana Mikaele-Tu'u • Elizabith Moimoi • Alakoka Po'oi • Maddi Robinson • Maiakawanakaulani Roos • Cheyenne Tuli-Fale • Maama Vaipulu • Chryss Viliko |
| Arrières   | Kahlia Awa • Sylvia Brunt • Krysten Cottrell • Ruahei Demant • Kerri Johnson • Jaymie Kolose • Patricia Maliepo • Angelica Mekemeke-Vahai • Daynah Nankivell • Mel Puckett • Tara-Leigh Turner • Katelyn Vahaakolo • Niall Williams-Guthrie                                                                                     |

| Entraîneuse | Crystal Kaua (en) |
| Avants      | Mia Anderson • Chelsea Bremner • Luka Connor • Victoria Edmonds • Ashlee Gaby-Sutherland • Vici-Rose Green • Kate Henwood • Chyna Hohepa • Tanya Kalounivale • Te Urupounamu McGarvey • Krystal Murray • Seina Saito • Kennedy Simon • Charmaine Smith • Bitila Tawake |
| Arrières    | Reese Anderson • Ariana Bayler • Renee Holmes • Grace Kukutai • Azalleyah Maaka • Arihiana Marino-Tauhinu • Apii Nicholls • Merania Paraone • Mererangi Paul • Chelsea Semple • Grace Steinmetz • Georgia Thompson • Hazel Tubic • Ruby Tui • Olive Watherston         |

| Entraîneur | Ngatai Walker |
| Avants     | Tamia Edwards • Marilyn Fanoga • Maddie Feaunati • Rhiarna Ferris • Tori Iosefo • Joanah Ngan-Woo • Te Uarangi Olsen-Baker • Jackie Patea-Fereti • Leilani Perese • Elinor Plum-King • Cilia-Marie Po'e-Tofaeono • Rachael Rakatau • Layla Sae • Kahurangi Sturmey • Samantha Taylor • Cristo Tofa |
| Arrières   | Shakira Baker • Teilah Ferguson • Te Rauoriwa Gapper • Leilani Hakiwai • Iritana Hohaia • Harmony Kautai • Hannah King • Paige Lush • Holly-Rae Mete • Rangimarie Sturmey • Monica Tagoai • Kalyn Takitimu-Cook • Isabella Waterman                                                                |

| Entraîneuse | Whitney Hansen |
| Avants      | Laura Bayfield • Alana Bremner () • Emma Dermody • Eilis Doyle • Tegan Hollows • Lucy Jenkins • Atlanta Lolohea • Phillipa Love • Leah Miles • Stacey Niao • Kaipo Olsen-Baker • Mo'omo'oga Ashley Palu • Marcelle Parkes • Georgia Ponsonby • Kendra Reynolds • Amy Rule • Fiaali'i'i Solomona • Holly Wratt-Groeneweg |
| Arrières    | Grace Brooker • Georgia Cormick • Cheyenne Cunningham • Amy du Plessis • Di Hiini • Maia Joseph • Rosie Kelly • Martha Mataele • Liv McGoverne • Winnie Palamo • Cheyelle Robins-Reti • Charlotte Woodman |